# چشم‌انداز ملی ۲۰۳۰ قطر
چشم‌انداز ملی قطر ۲۰۳۰ (عربی: رؤیة قطر الوطنیة ۲۰۳۰) برنامه‌ای برای توسعه است که در اکتبر ۲۰۰۸ توسط دبیرخانه عمومی برنامه‌ریزی توسعه دولت قطر آغاز و بنیان‌گذاری شد. هدف طرح چشم‌انداز ملی ۲۰۳۰ برای تبدیل شدن قطر به جامعه پیشرفته بشری است که می‌تواند تا سال ۲۰۳۰ به توسعه پایدار دست یابد. اهداف توسعه این طرح به چهار رکن اساسی توسعه اقتصادی، اجتماعی، انسانی و زیست‌محیطی تقسیم شده‌است.در قلب این چشم‌انداز، تعهد به عدالت، برابری و نیکوکاری نهفته است که اصول مندرج در قانون اساسی قطر را منعکس می‌کند. تأکید بر حفظ آزادی‌ها، ترویج ارزش‌های اخلاقی و تقویت امنیت و ثبات، پایه‌های انسانی این برنامه را تشکیل می‌دهند. با پرداختن به چالش‌های مدرنیزاسیون، پایداری و توسعه متوزان، قطر نه‌تنها آینده خود را تضمین می‌کند، بلکه الگویی برای سایر کشورهایی که گذار مشابهی را تجربه می‌کنند، ارائه می‌دهد.